# We Can't Be Friends
We Can't Be Friends är en R&B-duett med den kanadensiska sångerskan Deborah Cox och Robert Lavelle "R.L." Huggar från musikgruppen Next, komponerad av J. Russell och Shep Crawford för Coxs andra studioalbum One Wish (1998). I sången menar sångerskan att hon inte kan vara kompis med sin före detta partner då hon fortfarande är kär i denne.
Efter att skivans första singel, Crawford-producerade "Nobody's Supposed to Be Here", slog alla rekord i Billboards historia och låg 14 veckor som etta på Billboards R&B-lista, hoppades Coxs skivbolag på ytterligare en succé från sångerskans nya album. "We Can't Be Friends" valdes därför som albumets tredje singel den 14 september 1999. Singeln klättrade till första platsen på USA:s R&B-lista och låg två veckor på toppen. Sammanlagt låg låten 32 veckor på listan. Låten hade även stor framgång på Billboard Hot 100 där den klättrade till en 8:e plats. 

## Format och innehållsförteckningar
- Amerikansk CD-singel

1. "We Can't Be Friends" - 4:42

- We Can't Be Friends [Singel]

1. "We Can't Be Friends"
2. "It's Over Now"

## Listor
| Lista (1999)                                | Topp position |
| ------------------------------------------- | ------------- |
| Amerikanska Billboard Hot 100               | 8             |
| Amerikanska Billboard Hot R&B/Hip-Hop Songs | 1             |